# HV Aalsmeer
Maillots
Le Handbal vereniging Aalsmeer, abrégé en HV Aalsmeer, est un club néerlandais de handball situé à Aalsmeer en Hollande-Septentrionale, à une quinzaine de kilomètres au sud-ouest d'Amsterdam.
Évoluant en BeNe League, le club constitue une importante formation néerlandaise remportant neuf Championnat, cinq Coupes et six Supercoupes des Pays-Bas, ainsi qu'une BeNeLux Liga.
Pour des raisons de naming, le club a également été appelé Thrifty/Aalsmeer, ShowBizCity/Aalsmeer ou, plus récemment, HV Fiqas Aalsmeer.

## Histoire

### Les débuts
Le HV Aalsmeer a été fondé en 1932. Après quelques titres officieux, le HV Aalsmeer remporte la première édition du championnat des Pays-Bas en 1954.

### Les années 1980: les retrouvailles avec les sacres
Après plusieurs années sans sacre, Aalsmeer réapparaît dans les palmarès du handball néerlandais et plus précisément dans les années 1980 où il réussit à remporter leur deuxième titre de champion des Pays-Bas en 1985 et participent pour la première fois de leur histoire à la Coupe d'Europe, soit la Coupe des clubs champions. Durant leur campagne européenne, le TV Aalsmeer doit faire face au club Polonais du Wybrzeże Gdańsk mais la formation néerlandaise s'incline sur le lourd score total de 60 à 41 (27-25;33-23).
En 1987, le TV Aalsmeer remporte sa première Coupe des Pays-Bas au détriment des limbourgeois du HV Sittard. Ce troisième trophée leur permet de participer à une autre compétition continentale la Coupe d'Europe des vainqueurs de coupe où Aalsmeer élimine facilement au premier tour le club britannique du Salford HC sur le score de 32 à 11, mais est défait 22 à 28 par les soviétiques du SKA Minsk.
La deuxième victoire Coupe des Pays-Bas en 1989 permet au club de participer pour la seconde fois à la Coupe des coupes. Au premier tour, Aalsmeer s'incline 23 à 20 sur le terrain du club belge du HC Herstal, mais remporte le match retour à domicile 15 à 12 et est donc qualifié grâce à la règle du nombre de buts marqué à l'extérieur (20 contre 12). En huitièmes de finale, le club retrouve leur bourreau de la saison 1985/1986, les Polonais du Wybrzeże Gdańsk et, comme lors de la dernière rencontre, ce sont les Polonais qui l'emportent sur le score total de 41 à 51 (20-24,21-27).

### Les années 1990: la montée en puissance
En 1992, le Thrifty Aaslmeer se hisse pour la troisième fois de son histoire en finale de la Coupe des Pays-Bas mais est battu par le HV Blauw-Wit.
Lors de la saison 1994/1995, le Thrifty Aalsmeer dispute la Coupe des Villes où le club, après s'être défait des Lituaniens du Ula Varena, se fait éliminer par les Croates du GRK Varaždin. Cette même saison se conclut par un troisième titre de Champion des Pays-Bas et le club se qualifie pour la plus prestigieuse des compétitions de handball pour clubs, la Ligue des champions où ils se feront éliminer par les Italiens du Pallamano Trieste sur un score de 55 à 43. Lors de cette même saison 95/96, Aalsmeer se hisse à nouveau en finale de la Coupe des Pays-Bas mais il s'incline face au E&O Emmen. Emmen ayant également remporté le championnat, Aalsmeer est alors qualifié en Coupe des coupes pour la saison suivante. Le club s'y incline face aux Espagnoles du CD Bidasoa sur le score total de 37 à 69 (20-33;17-36).
La saison suivante, le Showbizcity Aalsmeer se hisse pour la cinquième fois en finale de la Coupe des Pays-Bas : après deux défaites, Aalsmeer s'impose face au V&L Handbal Geleen et remporte donc son troisième trophée dans la compétition. Cette même saison est également européenne pour le Showbizcity Aalsmeer puisqu'après avoir vaincu le club belge de l'Union beynoise sur un total de 41 à 52 (24-21;17-31), il se qualifie en huitième de finale de la Coupe de l'EHF où il se fait éliminer par le club espagnol du BM Valladolid 48 à 63 (30-29;18-34).
Lors de la saison 1998/1999, alors que le club se hisse à nouveau en finale de la Coupe qu'il perd, il joue aussi en Coupe des coupes où ils se font éliminer en huitième de finale de la compétition par le club français par le Sporting Toulouse 31.
La saison suivante, le club remporte sa quatrième Coupe des Pays-Bas au détriment du HV Tachos Waalwijk et parvient également à remporter son quatrième titre de Champion des Pays-Bas, alors qu'en Coupe de l'EHF, le club se fait éliminer par le SG Flensburg-Handewitt sur un total de 41 à 66 (23-29;18-37).

### Débuts des années 2000: sur sa lancée
Le club débute les années 2000 comme il a terminé les années 1990, c'est-à-dire qu'il est toujours aussi compétitif puisqu'il conserve son titre de Champion en 2001. Également qualifié en Ligue des champions, le HV Fiqas Aaslmeer se fait directement sortir par le SKA Minsk et est donc renversé en Coupe de l'EHF où ils se font éliminer par le Sporting Portugal sur un score de 61 à 53 (31-23;30-30).
La saison suivante, soit la saison 2001/2002, le club perd une nouvelle fois en finale de la Coupe, face au E&O Emmen. En coupes d'Europe, le club est battu en Ligue des champions par les suédois du Redbergslids IK, 53 à 61 (24-31;29-30) et est donc reversé en Coupe de l'EHF où il se fait éliminer par les roumains du Dinamo Bucarest sur un total de 50 à 56 (26-24;24-32).
Lors de la saison 2002/2003, le HV Fiqas Aaslmeer remporte à nouveau le titre de Champion des Pays-Bas tout comme la saison suivante où il parvient à conserver leur titre alors qu'en coupe d'Europe, le club se fait sortir de la Coupe de l'EHF par les bosniens du HRK Izviđač Ljubuški en 2002/03 puis par les espagnoles du CB Valencia de la 2003/04 après avoir été éliminé par les bosniens du RK Bosna Sarajevo de la Ligue des champions respectivement, donc lors des saisons 2002/2003 et 2003/2004.

### 2005-2014: domination de Volendam et BeNe Liga
Depuis 2005, Aaslmeer tout comme le reste du handball néerlandais subit la domination du HV KRAS/Volendam.
Le club ne remportant rien lors de la saison 2004/2005, Aaslmeer réalise une campagne à l'image des dernières saisons, c'est-à-dire une élimination en Ligue des champions par le HC Granitas Kaunas puis, le club relégué en Coupe de l'EHF, il se fait sortir au deuxième tour par les autrichiens de l'Union Vienne-Ouest.
Les années suivantes, les résultats du HV Aalsmeer sont décevants mis à part une finale de Coupe en 2008 remportée au détriment du HV KRAS/Volendam, ce qui leur vaudront une qualification en Coupe des coupes.
La saison 2008/2009 est l'une des meilleures du club puisqu'il remporte son septième titre de Champion des Pays-Bas, est battu en finale de la Coupe des Pays-Bas par le HV KRAS/Volendam et remporte la 2e édition de la BeNe Liga, où, après avoir passé le premier tour, le club s'impose en finale 33 à 30 face au HV KRAS/Volendam. Cette même saison, le club joue la Coupe des coupes, une compétition où Aaslmeer élimine le club luxembourgeois du HBC Bascharage lors du premier tour avec un total de 61 à 79 (34-43;27-36) mais se fait ensuite éliminer au face aux français du Paris Handball 69 à 55 (37-24;32-31).
La saison suivante, Aalsmeer ne montre pas du tout le même visage. En BeNe Liga, il ne se qualifie pas pour le Final Four, terminant sixième avec sept points. En Coupe des Pays-Bas, le club est à nouveau battu en finale par Volendam tandis qu'en Championnat, le HV Aalsmeer termine quatrième synonyme d'une qualification en Coupe de l'EHF mais le club se fait éliminer dès le premier tour par le club islandais du Fram Reykjavik.
Par la suite, en Championnat, le club joue le haut du classement mais n'arrive cependant pas à remporter d'autre titre alors qu'en BeNeLux Liga, Aalsmeer n'arrive plus qualifier pour le Final Four. Les résultats sont plus probants en Coupe des Pays-Bas puisqu'Aalsmeer se hisse une énième fois en finale mais le club essuie une huitième défaite en finale de cette compétition, une nouvelle fois face au HV KRAS/Volendam, ce qui lui vaudra malgré tout une qualification en Coupe des coupes. Cette nouvelle campagne européenne s’avérera une nouvelle fois brève car le club se fait éliminer au troisième tour par le club français de Tremblay-en-France Handball.

### En BeNe League
En mars la Fédération luxembourgeoise de handball (FLH) annonce le retrait de ses clubs en Benelux liga, cette décision fait suite au comportement des dirigeants néerlandais qui a exaspéré les clubs luxembourgeois. Le manque de confiance entre les différentes fédérations a ainsi mis un terme au projet de la Ligue du Benelux.
C'est alors non pas une BeNeLux League mais une BeNe League qui aura lieu.
Dans cette nouvelle compétition, Aaslmeer réalise une mauvaise saison avec une huit et dernière place et n'est donc pas qualifié pour le Final Four.

## Palmarès
Le tableau suivant récapitule les performances du Handbal vereniging Aalsmeer dans les diverses compétitions néerlandaise et européennes.
| Compétitions internationales  | Compétitions nationales |
| - BeNe league (1) : 2008-2009 | - Championnat des Pays-Bas (9) : 1954, 1985, 1995, 2000, 2001, 2003, 2004, 2009, 2018 - Coupe des Pays-Bas (5) : 1987, 1989, 1998, 2000, 2004 - Supercoupe des Pays-Bas (6) : 1998, 2000, 2001, 2003, 2008, 2018 |